# Sushruta
Sushruta (ook Susruta) (5e eeuw n.Chr.) was een Indiase arts en leermeester aan de medische school van Benares. Hij is bekend vanwege zijn werk, de Sushruta Sanhita, dat de basis vormt van de Ayurveda.

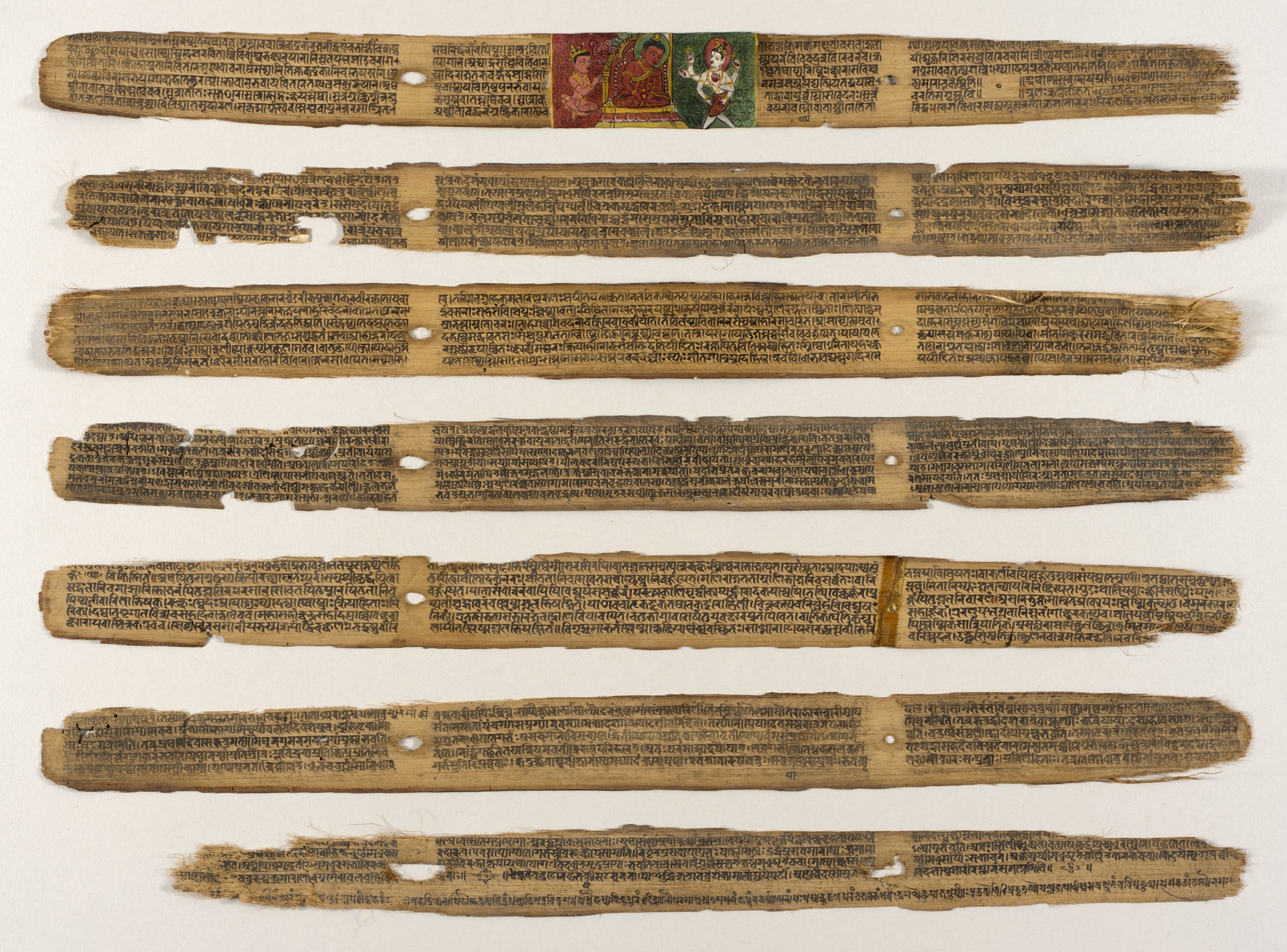
12e of 13e-eeuwse kopie van de Sushruta Sanhita op palmbladeren

Hierin borduurde Sushruta verder op het gebruik van kruiden, aangevuld met nieuwe kennis over therapieën. Hij deed hierin magische en mythologische vermeldingen en in de ogen van de moderne geneeskunde dwaze voorschriften. Maar zijn geschriften wijzen op een rationele geest en een grote ervaring op het gebied van heelkunde. Sushruta's medische geschriften omvatten 184 hoofdstukken, waarin 1120 kwalen worden omschreven, waaronder lichamelijke en psychische aandoeningen. Tevens omschrijft zijn werk 125 geneeskundige instrumenten, 300 procedures, en verdeeld het de menselijke geneeskunst in 8 categorieën: kāyācikitsā (interne geneeskunde), śalyacikitsā (chirurgie), śālākyacikitsā (oog-, oor-, neus-, en keelaandoeningen), kaumārabhṛtya (pediatrie), bhūtavidyā (geestelijke geneeskunde), agada tantra (toxicologie), rasāyana (ouderdom), en vājīkaraṇa (vruchtbaarheid, vooral voor mannen).
In de tijd van Sushruta gold een verbod op dissectie uitgevaardigd door de priesters. Sushruta omzeilde dit verbod door een lijk in een kooi onder te dompelen in een rivier. Na zeven dagen was het lijk voldoende ontbonden om dit zonder dissectie om de inwendige organen te verwijderen en te bestuderen.
Sushruta beschreef verschillende heelkundige ingrepen, zoals een keizersnede om het leven van moeder en kind te redden en een rhinoplastie waarbij gebruik werd gemaakt van een huidflap van het voorhoofd om een verdwenen neus te reconstrueren. Verder beschreef hij hoe zwarte mieren kunnen worden gebruikt als hechtmiddel van een doorgesneden darm. De arts liet de mieren zich vastbijten langs het snijvlak van de darm en brak dan met zijn nagel het lichaam van de mier af. De monddelen van de mier deden zo dienst als hechthaak.